# Stanley Girard Schlarman
Stanley Girard Schlarman (* 27. Juli 1933 in Belleville, Illinois; † 28. April 2025 in Mascoutah, Illinois) war in US-amerikanischer römisch-katholischer Geistlicher und Bischof von Dodge City.

## Leben
Der Weihbischof in Rom, Luigi Traglia, spendete Schlarmann am 13. Juli 1958 das Sakrament der Priesterweihe für das Bistum Belleville.
Papst Johannes Paul II. ernannte ihn am 13. März 1979 zum Weihbischof in Belleville und Titularbischof von Capreae. Der Bischof von Belleville, William Michael Cosgrove, spendete ihn am 6. Juli desselben Jahres die Bischofsweihe; Mitkonsekratoren waren Albert Rudolph Zuroweste, emeritierter Bischof von Belleville, und Philip Francis Murphy, Weihbischof in Baltimore.
Am 1. März 1983 wurde er zum Bischof von Dodge City ernannt und am 4. Mai desselben Jahres in das Amt eingeführt. Am 12. Mai 1998 nahm Papst Johannes Paul II. seinen vorzeitigen Rücktritt an.
Er starb im Alter von 91 Jahren in einer Seniorenresidenz in Mascoutah. Sein Grab findet er auf dem katholischen Green Mount Cemetery in Belleville.

## Einzelnachweis
1. ↑  Catholic Bishop Stanley Schlarman, Dies at 91. In: heraldpubs.com. 29. April 2025, abgerufen am 29. April 2025 (englisch).

| Vorgänger          | Amt                              | Nachfolger             |
| ------------------ | -------------------------------- | ---------------------- |
| Eugene John Gerber | Bischof von Dodge City 1983–1998 | Ronald Michael Gilmore |

| Personendaten    | Personendaten                                                              |
| ---------------- | -------------------------------------------------------------------------- |
| NAME             | Schlarman, Stanley Girard                                                  |
| ALTERNATIVNAMEN  | Schlarman, Stanley; Schlarman, Stanley G.                                  |
| KURZBESCHREIBUNG | US-amerikanischer römisch-katholischer Geistlicher, Bischof von Dodge City |
| GEBURTSDATUM     | 27. Juli 1933                                                              |
| GEBURTSORT       | Belleville                                                                 |
| STERBEDATUM      | 28. April 2025                                                             |
| STERBEORT        | Mascoutah, Illinois                                                        |